# Discografia lui Ion Matache
Discografia violonistului Ion Matache cuprinde discuri de gramofon, viniluri, benzi de magnetofon, CD-uri, care conțin înregistrări realizate la casele de discuri Lifa Record, Columbia și Electrecord și la Societatea Română de Radiodifuziune.

## Discuri Lifa Record
| An   | Număr de catalog | Format                 | Piese                                                                           | Acompaniament       |
| 1934 | 147              | shellac, 25 cm, 78 RPM | Marioara lui Nenicu (voce Luca Codin)                                           | Taraful Ion Matache |
| 1934 | 154              | shellac, 25 cm, 78 RPM | Marine, Marine (voce Luca Codin) Foaie verde, bob orez (voce Luca Codin)        | Taraful Ion Matache |
| 1935 | 310              | shellac, 25 cm, 78 RPM | Inimă de putregai (voce Ion Matache) Du-te neică și te culcă (voce Ion Matache) | Taraful Ion Matache |

## Discuri Columbia
| An   | Număr de catalog | Format                 | Piese                                                                                           | Acompaniament                |
| 1936 | DR 106           | shellac, 25 cm, 78 RPM | Radu mamei, Radu (voce Viorica Vrioni) Mărioara lui Nenicu (voce Viorica Vrioni)                | Taraful național Ion Matache |
| 1936 | DR 116           | shellac, 25 cm, 78 RPM | Hora de doi ca la munte Sârba de la Argeș                                                       | Taraful național Ion Matache |
| 1936 | DR 117           | shellac, 25 cm, 78 RPM | Sârba învățătorilor Hora Restaurației (8 iunie)                                                 | Taraful național Ion Matache |
| 1936 | DR 118           | shellac, 25 cm, 78 RPM | Du-mă Doamne, du-mă iară (voce Mia Vlăscenescu) Coborâi din deal în vale (voce Mia Vlăscenescu) | Taraful național Ion Matache |
| 1936 | DR 119           | shellac, 25 cm, 78 RPM | Coboară puică, coboară (voce Marin Matache) Dă Doamne și omului (voce Marin Matache)            | Taraful național Ion Matache |
| 1936 | DR 120           | shellac, 25 cm, 78 RPM | Iubește neică, iubește (voce Ion Matache) Foae verde măr sălciu (voce Ion Matache)              | Taraful național Ion Matache |
| 1936 | DR 121           | shellac, 25 cm, 78 RPM | Dorul meu e numai dor (voce Ion Matache) Foaie verde foi și-o fragă (voce Ion Matache)          | Taraful național Ion Matache |
| 1936 | DR 122           | shellac, 25 cm, 78 RPM | Inimă de putregai (voce Ion Matache) Dragostea Teișenească (voce Ion Matache)                   | Taraful național Ion Matache |
| 1936 | DR 123           | shellac, 25 cm, 78 RPM | Dânga-Dânga (voce Ion Matache) Fă-te neică prin grădina (voce Ion Matache)                      | Taraful național Ion Matache |
| 1936 | DR 124           | shellac, 25 cm, 78 RPM | Hora dreaptă Brâulețul ca'n Muscel                                                              | Taraful național Ion Matache |
| 1937 | DR 141           | shellac, 25 cm, 78 RPM | Ioane, Ioane (voce Mia Vlăscenescu) Mi-ai spus mândro să te-aștept (voce Mia Vlăscenescu)       | Taraful național Ion Matache |
| 1937 | DR 149           | shellac, 25 cm, 78 RPM | Măi Fănică măi (voce Ion Matache) Sârba Oltenilor                                               | Taraful național Ion Matache |
| 1937 | DR 184           | shellac, 25 cm, 78 RPM | Tot pe lângă drum (voce Mia Vlăscenescu) Am în vale patru boi (voce Mia Vlăscenescu)            | Taraful național Ion Matache |
| 1937 | DR 189           | shellac, 25 cm, 78 RPM | De-aș mai trăi pân' la vară Tinerel copil eram                                                  | Taraful național Ion Matache |
| 1937 | DR 201           | shellac, 25 cm, 78 RPM | Ionel cu păr frezat (voce Mia Vlăscenescu) Câte un dor m'ajunge (voce Mia Vlăscenescu)          | Taraful național Ion Matache |
| 1937 | DR 205           | shellac, 25 cm, 78 RPM | Să nu crezi tu mândro zău Nistrule pe malul tău                                                 | Taraful național Ion Matache |
| 1937 | DR 206           | shellac, 25 cm, 78 RPM | Doina Jiului Bate vântul dela munte                                                             | Taraful național Ion Matache |

## Discuri Electrecord
| An   | Număr de catalog                      | Format                     | Piese | Acompaniament |
| 1936 | 1000                                  | shellac, 25 cm, 78 RPM     | Radu mamei (voce Luca Codin) Verde sălcioară (voce Ion Matache) | Taraful Marin Matache |
| 1936 | 1001                                  | shellac, 25 cm, 78 RPM     | Foaie verde foi cicori (voce Luca Codin) Coboară Leano, coboară (voce Ion Matache) | Taraful Marin Matache |
| 1936 | 1002                                  | shellac, 25 cm, 78 RPM     | Pe ulița armenească (voce Copilul Mitu) De trei ori de ocoli (voce Ion Matache) | Taraful Marin Matache |
| 1936 | 1004                                  | shellac, 25 cm, 78 RPM     | Din Poiana bradului (voce Ion Matache) Bate vântul vârfurile (voce Ion Matache) | Taraful Marin Matache |
| 1936 | 1005                                  | shellac, 25 cm, 78 RPM     | Sârba dela Merișani Hora de doi ca la munte | Taraful Marin Matache |
| 1954 | EPA 1885                              | shellac, 25 cm, 78 RPM     | Brâul pe șase din Argeș | Orchestra „Dezrobirea”, dirijor Nicu Stănescu |
| 1954 | EPA 1887                              | shellac, 25 cm, 78 RPM     | În pădure la Stroești | Orchestra „Dezrobirea”, dirijor Nicu Stănescu |
| 1955 | EPA 1973                              | shellac, 25 cm, 78 RPM     | Hora lui Ciolacu și Jianu din Argeș | O.M.P.R., dirijor Victor Predescu |
| 1956 | EPA 2086                              | shellac, 25 cm, 78 RPM     | Eu ți-am spus de mii de ori | orchestra Victor Predescu |
| 1956 | EPA 2184                              | shellac, 25 cm, 78 RPM     | Hora la două | O.M.P.R., dirijor Victor Predescu |
| 1956 | EPA 2185                              | shellac, 25 cm, 78 RPM     | Ungurica din Argeș | O.M.P.R., dirijor Radu Voinescu |
| 1956 | EPA 2191                              | shellac, 25 cm, 78 RPM     | Sârba gorjenească | O.M.P.R., dirijor Nelu Urziceanu |
| 1970 | EPD 1269                              | vinil, LP, 25 cm, 33 ⅓ RPM | 1. Hora la două 2. Ungurica din Argeș 3. Sârbă gorjenească 4. În pădure la Stroiești 5. Hora lui Costică Tandin 6. Drumul dracului 7. Hora lui Ioniță Bădiță 8. Sârba lui Zamfir 9. Doină 10. Hora lui Ciolacu și Jianu din Argeș 11. Cântec de nuntă din Argeș 12. Hora lui Cantică                                      | O.M.P.R., dirijori: Victor Predescu (1, 6, 8, 10), Radu Voinescu (2, 5, 9), Nelu Urziceanu (3), Ionel Banu (12), Orchestra „Dezrobirea”, dirijor Nicu Stănescu (4, 11)                          |
| 2008 | EDC 905 Comori ale muzicii lăutărești | compact disc               | 1. Breaza lui Matache (Ungurica din Argeș) 2. Hora la două 3. Sârbă gorjenească 4. În pădure la Stroiești 9. Sârba lui Zamfir 10. Hora lui Costică Tandin 11. Drumul dracului 12. Doină gorjenească 17. Hora lui Ioniță Bădiță 18. Hora lui Ciolacu și Jianu din Argeș 19. Cântec de nuntă din Argeș 20. Hora lui Cantică | O.M.P.R., dirijori: Radu Voinescu (1, 10, 12), Victor Predescu (2, 9, 11, 18), Nelu Urziceanu (3), Nicușor Predescu (17), Ionel Banu (20) Orchestra „Dezrobirea”, dirijor Nicu Stănescu (4, 19) |

## ÎnregistrăriRadio România

### Discuri de gramofon
| Anul înreg. | Piese           | Acompaniament       | Note                          |
| indisp.     | Brâul bătrânesc | taraful Ion Matache | disc difuzat la Radio în 1944 |

### Benzi de magnetofon
| Anul înreg. | Piese                               | Acompaniament                                 | Note                            |
| 1951        | Brâul pe șase din Muscel            | Orchestra „Dezrobirea”, dirijor Nicu Stănescu | transpusă și pe discul EPA 1885 |
| 1951        | Cântec de nuntă din Argeș           | Orchestra „Dezrobirea”, dirijor Nicu Stănescu | Cântă păsările-n luncă          |
| 1951        | Hora din Muscel                     | Orchestra „Dezrobirea”, dirijor Nicu Stănescu | —                               |
| 1951        | În pădure la Stroiești              | Orchestra „Dezrobirea”, dirijor Nicu Stănescu | transpusă și pe discul EPA 1887 |
| 1954        | Drumul dracului                     | O.M.P.R., dirijor Victor Predescu             | —                               |
| 1954        | Hora la două                        | O.M.P.R., dirijor Victor Predescu             | transpusă și pe discul EPA 2184 |
| 1954        | Hora lui Ciolacu și Jianu din Argeș | O.M.P.R., dirijor Victor Predescu             | —                               |
| 1954        | Sârba lui Zamfir                    | O.M.P.R., dirijor Victor Predescu             | —                               |
| 1955        | Doină gorjenească                   | O.M.P.R., dirijor Radu Voinescu               | Mă uitai la răsărit             |
| 1955        | Ungurica din Argeș                  | O.M.P.R., dirijor Radu Voinescu               | transpusă și pe discul EPA 2185 |
| 1955        | Hora lui Ioniță Bădiță              | O.M.P.R., dirijor Nicușor Predescu            | —                               |
| 1955        | Sârba de la Merișani                | O.M.P.R., dirijor Nicușor Predescu            | —                               |
| 1956        | Sârbă gorjenească                   | O.M.P.R., dirijor Nelu Urziceanu              | transpusă și pe discul EPA 2191 |
| 1956        | Breaza din Argeș                    | O.M.P.R., dirijor Ionel Banu                  | —                               |
| 1956        | Hora lui Cantică (1)                | O.M.P.R., dirijor Ionel Banu                  | —                               |
| 1956        | Hora lui Cantică (2)                | O.M.P.R., dirijor Radu Voinescu               | —                               |
| 1956        | Hora lui Costică Tandin             | O.M.P.R., dirijor Radu Voinescu               | —                               |
| 1956        | Ungurica lui Manciu                 | O.M.P.R., dirijor Radu Voinescu               | —                               |